# Mount Markab
Mount Markab ist ein 1350 m hoher Berg an der Rymill-Küste des Palmerlands auf der Antarktischen Halbinsel. Als höchste Erhebung der Pegasus Mountains ragt er etwa 16 km nordöstlich des Gurney Point auf.
Das UK Antarctic Place-Names Committee benannte ihn 1976 nach dem Stern Markab im Sternbild Pegasus.